# Kurt Bauer (Maler)
Kurt Bauer (* 30. Dezember 1903 in Gösen; † Juli 1993) war ein deutscher Maler und Grafiker.

## Leben und Werk
Bauer absolvierte eine Lehre als Buchbinder und Etuimacher und nahm von 1918 bis 1924 privaten Unterricht bei dem Kunstmaler Berthel in Eisenberg. 1925 begann er ein Studium an der Leipziger Staatlichen Akademie für graphische Künste und Buchgewerbe, das er aber offenbar abbrach. Er nahm dann Unterricht in Zeichnen bei Walther Eberbach in Heilbronn, und von 1926 bis 1933 machte er ein Fernstudium an den Vereinigten Staatsschulen für freie und angewandte Kunst in Berlin-Charlottenburg. 1934 wurde er als freischaffender Maler anerkannt, und er wurde obligatorisch Mitglied der Reichskammer der bildenden Künste. Bauer wurde dann zur Wehrmacht eingezogen und nahm von 1942 bis 1945 als Sanitäter am Zweiten Weltkrieg teil. Nach der Kriegsgefangenschaft in Dänemark ging er wieder nach Thüringen in die Sowjetische Besatzungszone.
Er arbeitete als freischaffender Künstler in Eisenberg und wurde 1952 in den Verband Bildender Künstler der DDR aufgenommen.
Bauer malte und zeichnete insbesondere Landschaften und Industriemotive seiner Heimat. Neben seiner künstlerischen Tätigkeit leitete er von 1960 bis 1970 in Eisenberg einen volkskünstlerischen Zirkel. Er hatte Einzelausstellungen in Eisenach und im Jagdhaus Gabelbach und war an Gruppenausstellungen beteiligt.
Werke Bauers befinden sich u. a. im Lindenau-Museum Altenburg/Thür. und in der Kunstsammlung der Friedrich-Schiller-Universität Jena.
Bauer starb im Juli 1993 im Alter von 89 Jahren. Er wurde in Stadtroda begraben.

## Werke (Auswahl)

### Tafelbilder
- Albwiesenweg mit Hütten (Öl, 38,5 × 48,5 cm)[2]
- Herbst im Städtchen (Öl; 1948 auf der Frühjahrskunstausstellung Bad Klosterlausnitz)

### Zeichnungen und Druckgrafik
- Winter an der Saale (Kohle mit Kreide; 1948 auf der Frühjahrskunstausstellung Bad Klosterlausnitz)
- Frühlingswetter an der Elster (Kohle mit Kreide; 1948 auf der Frühjahrskunstausstellung Bad Klosterlausnitz; Abbildung im Katalog)
- Schamottewerk Eisenberg (Holzschnitt; 1954 auf der Ausstellung 100 Jahre Staatliches Lindenau-Museum)
- Rudelsburg im Winter (Kohlezeichnung; 1954 auf der Ausstellung 100 Jahre Staatliches Lindenau-Museum)

## Ausstellungen (unvollständig)
- 1948: Bad Klosterlausnitz, Halle des Moorbades („Frühjahrskunstausstellung“)[3]
- 1954: Altenburg/Thür., Lindenau-Museum („100 Jahre Staatliches Lindenau-Museum“)